# Championnat de Colombie de football 1995-1996
Navigation
Saison précédente Saison suivante
La saison 1995-1996 du Championnat de Colombie de football est la quarante-neuvième édition du championnat de première division professionnelle en Colombie. Les seize meilleures équipes du pays disputent le championnat qui se déroule en trois phases :
- le Tournoi Ouverture voit les équipes réparties en deux poules de huit équipes, qui s'affrontent deux fois, à domicile et à l'extérieur. Les équipes jouent également deux fois contre une autre équipe de leur région et enfin deux fois contre l'équipe occupant le même classement dans l'autre groupe.
- lors du tournoi Clôture, les équipes sont regroupées au sein d'une poule unique où elles s'affrontent deux fois, à domicile et à l'extérieur.
- la phase finale comprend les huit meilleures équipes au classement cumulé des deux tournois. Elles sont réparties en deux poules de quatre et s'affrontent deux fois; les deux premiers se qualifient pour le Cuadrangular final. L'équipe terminant en tête est sacrée championne et se qualifie pour la prochaine édition de la Copa Libertadores en compagnie de son dauphin. Enfin, le dernier du classement cumulé des tournois saisonniers des deux dernières années est relégué et remplacé par le champion de Copa Concasa, la deuxième division colombienne.

C'est le Deportivo Cali qui remporte la compétition, après avoir terminé en tête du Cuadrangular, devant le CD Los Millonarios et l'Atlético Nacional. C'est le sixième titre de champion de l'histoire du club.

## Les clubs participants
| - Independiente Santa Fe - CD Los Millonarios - Deportivo Tuluá - Deportes Tolima - Once Caldas - Independiente Medellin - Unión Magdalena - Atlético Huila | - Atlético Nacional - Deportivo Pereira - América de Cali - Atlético Bucaramanga - Promu de Copa Concasa - Deportes Quindio - Deportivo Cali - Atlético Junior - Envigado FC |

## Compétition
Le barème utilisé pour établir l'ensemble des classements est le suivant :
- Victoire : 3 points
- Match nul : 1 point
- Défaite : 0 point

### Tournoi Ouverture
| Rang | Équipe                 | Pts | J  | G  | N | P  | Bp | Bc | Diff |
| ---- | ---------------------- | --- | -- | -- | - | -- | -- | -- | ---- |
| 1    | Deportivo Cali         | 37  | 18 | 11 | 4 | 3  | 37 | 20 | +17  |
| 2    | Deportes Tolima        | 29  | 18 | 8  | 5 | 5  | 22 | 24 | -2   |
| 3    | Unión Magdalena        | 27  | 18 | 8  | 3 | 7  | 21 | 20 | +1   |
| 4    | CD Los Millonarios     | 27  | 18 | 7  | 6 | 5  | 26 | 18 | +8   |
| 5    | Once Caldas            | 23  | 18 | 5  | 8 | 5  | 23 | 20 | +3   |
| 6    | Atlético BucaramangaP  | 23  | 18 | 6  | 5 | 7  | 18 | 20 | -2   |
| 7    | Deportes Quindio       | 21  | 18 | 6  | 3 | 9  | 26 | 32 | -6   |
| 8    | Independiente Medellin | 11  | 18 | 2  | 5 | 11 | 17 | 32 | -15  |

| Rang | Équipe                 | Pts | J  | G | N | P | Bp | Bc | Diff |
| ---- | ---------------------- | --- | -- | - | - | - | -- | -- | ---- |
| 1    | Atlético Nacional      | 32  | 18 | 9 | 5 | 4 | 29 | 23 | +6   |
| 2    | America de Cali        | 30  | 18 | 8 | 6 | 4 | 39 | 24 | +15  |
| 3    | Atlético JuniorT       | 25  | 18 | 7 | 4 | 7 | 23 | 26 | -3   |
| 4    | Atlético Huila         | 24  | 18 | 6 | 6 | 6 | 29 | 35 | -6   |
| 5    | Independiente Santa Fe | 23  | 18 | 6 | 5 | 7 | 28 | 27 | +1   |
| 6    | Envigado FC            | 22  | 18 | 5 | 7 | 6 | 19 | 19 | 0    |
| 7    | Deportivo Pereira      | 18  | 18 | 3 | 9 | 6 | 19 | 24 | -5   |
| 8    | Deportivo Tuluá        | 15  | 18 | 2 | 9 | 7 | 17 | 29 | -12  |

- Les quatre meilleurs clubs obtiennent respectivement 1, 0.75, 0.5 et 0.25 point de bonus.

### Tournoi Clôture
| Rang | Équipe                    | Pts | J  | G  | N  | P  | Bp | Bc | Diff |
| ---- | ------------------------- | --- | -- | -- | -- | -- | -- | -- | ---- |
| 1    | Deportivo Cali            | 63  | 30 | 18 | 9  | 3  | 67 | 30 | +37  |
| 2    | América de Cali           | 55  | 30 | 15 | 10 | 5  | 50 | 30 | +20  |
| 3    | Atlético Nacional         | 50  | 30 | 15 | 5  | 10 | 54 | 34 | +20  |
| 4    | Deportes Tolima           | 44  | 30 | 10 | 14 | 6  | 38 | 34 | +4   |
| 5    | Once Caldas               | 44  | 30 | 12 | 8  | 10 | 43 | 40 | +3   |
| 6    | CD Los Millonarios        | 43  | 30 | 13 | 4  | 13 | 44 | 41 | +3   |
| 7    | Envigado FC               | 40  | 30 | 10 | 10 | 10 | 33 | 33 | 0    |
| 8    | Atlético JuniorT          | 39  | 30 | 10 | 9  | 11 | 50 | 37 | +13  |
| 9    | Deportivo Tuluá           | 39  | 30 | 10 | 9  | 11 | 35 | 43 | -8   |
| 10   | Unión Magdalena           | 38  | 30 | 9  | 11 | 10 | 34 | 43 | -9   |
| 11   | Deportivo Pereira         | 37  | 30 | 9  | 10 | 11 | 34 | 39 | -5   |
| 12   | Independiente Medellin    | 36  | 30 | 10 | 6  | 14 | 26 | 31 | -5   |
| 13   | Atlético BucaramangaP     | 31  | 30 | 6  | 13 | 11 | 26 | 41 | -15  |
| 14   | Deportes Quindio          | 31  | 30 | 8  | 7  | 15 | 37 | 55 | -18  |
| 15   | Independiente Santa Fe -2 | 29  | 30 | 8  | 7  | 15 | 43 | 53 | -10  |
| 16   | Atlético Huila            | 28  | 30 | 6  | 10 | 14 | 33 | 63 | -30  |

|  | Équipe obtenant un bonus |

- Les quatre premiers du classement obtiennent respectivement 1, 0.75, 0.5 et 0.25 point de bonus.

### Classement cumulé
Un classement cumulé des résultats obtenus lors des tournois Ouverture et Cloture permet de désigner les huit clubs qualifiés pour la phase finale.
| Rang | Équipe                 | Pts | J  | G  | N  | P  | Bp  | Bc | Diff |
| ---- | ---------------------- | --- | -- | -- | -- | -- | --- | -- | ---- |
| 1    | Deportivo Cali         | 100 | 48 | 29 | 13 | 6  | 104 | 50 | +54  |
| 2    | América de Cali        | 85  | 48 | 23 | 16 | 9  | 89  | 54 | +35  |
| 3    | Atlético Nacional      | 82  | 48 | 24 | 10 | 14 | 83  | 57 | +26  |
| 4    | Deportes Tolima        | 73  | 48 | 18 | 19 | 11 | 60  | 58 | +2   |
| 5    | CD Los Millonarios     | 70  | 48 | 20 | 10 | 18 | 70  | 59 | +11  |
| 6    | Once Caldas            | 67  | 48 | 17 | 16 | 15 | 66  | 60 | +6   |
| 7    | Unión Magdalena        | 65  | 48 | 17 | 14 | 17 | 55  | 63 | -8   |
| 8    | Atlético Junior T      | 64  | 48 | 17 | 13 | 18 | 73  | 63 | +10  |
| 9    | Envigado FC            | 62  | 48 | 15 | 17 | 16 | 52  | 52 | 0    |
| 10   | Deportivo Pereira      | 55  | 48 | 12 | 19 | 17 | 53  | 63 | -10  |
| 11   | Atlético Bucaramanga P | 54  | 48 | 12 | 18 | 18 | 44  | 61 | -17  |
| 12   | Deportivo Tuluá        | 54  | 48 | 12 | 18 | 18 | 52  | 72 | -20  |
| 13   | Deportes Quindío       | 52  | 48 | 14 | 10 | 24 | 63  | 87 | -24  |
| 14   | Atlético Huila         | 52  | 48 | 12 | 16 | 20 | 62  | 98 | -36  |
| 15   | Independiente Santa Fe | 50  | 48 | 14 | 12 | 22 | 71  | 80 | -9   |
| 16   | Independiente Medellín | 47  | 48 | 12 | 11 | 25 | 43  | 63 | -20  |

|  | Qualification pour la phase finale |
|  | Relégation en Copa Concasa         |

- L'Atlético Huila est relégué car il a obtenu les moins bons résultats sur l'ensemble des saisons 1995 et 1995-1996.

### Phase finale

#### Cuadrangulares semifinales
| Rang | Équipe          | Pts   | J | G | N | P | Bp | Bc | Diff |
| ---- | --------------- | ----- | - | - | - | - | -- | -- | ---- |
| 1    | América de Cali | 12.75 | 6 | 3 | 2 | 1 | 6  | 2  | +4   |
| 2    | Deportivo Cali  | 11    | 6 | 2 | 2 | 2 | 6  | 9  | -3   |
| 3    | Unión Magdalena | 10    | 6 | 3 | 1 | 2 | 7  | 7  | 0    |
| 4    | Once Caldas     | 5.5   | 6 | 1 | 2 | 3 | 9  | 10 | -1   |

| Rang | Équipe             | Pts  | J | G | N | P | Bp | Bc | Diff |
| ---- | ------------------ | ---- | - | - | - | - | -- | -- | ---- |
| 1    | CD Los Millonarios | 12   | 6 | 4 | 0 | 2 | 11 | 7  | +4   |
| 2    | Atlético Nacional  | 9.75 | 6 | 2 | 2 | 2 | 5  | 7  | -2   |
| 3    | Deportes Tolima    | 7.5  | 6 | 2 | 1 | 3 | 7  | 7  | 0    |
| 4    | Atlético JuniorT   | 7    | 6 | 2 | 1 | 3 | 6  | 7  | -1   |

|  | Qualification pour le Cuadrangular final |

#### Cuadrangular final
| Rang | Équipe             | Pts | J | G | N | P | Bp | Bc | Diff |
| ---- | ------------------ | --- | - | - | - | - | -- | -- | ---- |
| 1    | Deportivo Cali     | 12  | 6 | 3 | 2 | 1 | 11 | 7  | +4   |
| 2    | CD Los Millonarios | 12  | 6 | 4 | 0 | 2 | 11 | 6  | +5   |
| 3    | Atlético Nacional  | 5   | 6 | 1 | 2 | 3 | 6  | 10 | -4   |
| 4    | América de Cali    | 5   | 6 | 1 | 2 | 3 | 4  | 9  | -5   |

|  | Qualification pour la Copa Libertadores 1997 |

- Le Deportivo Cali est sacré champion car il a obtenu un meilleur bonus que le CD Los Millonarios lors des tournois saisonniers.

## Bilan de la saison
| Championnat de Colombie de football 1995-1996 |                           |
| Champion                                      | Deportivo Cali (6e titre) |
| Qualifications continentales                  |                           |
| Copa Libertadores 1997                        | Deportivo Cali            |
| Copa Libertadores 1997                        | CD Los Millonarios        |
| Promotions et relégations                     |                           |
| Promus en Copa Mustang                        | Cucuta Deportivo          |
| Relégués en Copa Concasa                      | Atlético Huila            |